# 1039
1039 (MXXXIX) je bilo navadno leto, ki se je po julijanskem koledarju začelo na ponedeljek.

## Dogodki

### Slovenija
- 20. julij - Po smrti koroškega vojvode Konrada II., ki ni zapustil naslednikov, se Vojvodina Koroška vrne nemškemu kralju Henriku III. (Henrik IV. Koroški).

### Evropa
- 4. junij - Rimsko-nemški cesar Konrada II. prepusti sinu Henrik III. lombardsko Železno krono in s tem naziv kralja Italije.
- Češki vojvoda Bržetislav I. izvede invazijo na Poljsko in izropa prestolnico Gniezno. Zaradi tega vpada postane Krakow nova prestolnica Poljske (do 1569 ↔).

## Rojstva
- Hugo VI. Lusignanski, grof La Marche, križar († 1102)
- Ida Lorenska, grofica Boulogne, svetnica († 1113)

## Smrti
- 4. junij - Konrad II., rimsko-nemški cesar (* 990)
- 20. julij - Konrad II., koroški vojvoda (* 1003)
- 29. november - Adalbero, koroški vojvoda in mejni grof Verone (* 980)
- Unsuri Balkhi, perzijski pesnik